# Barrage de Çavdarhisar
Le barrage de Çavdarhisar est un barrage en Turquie. La rivière de Bedir (Bedir Çayı) conflue avec la rivière d'Orhaneli (Orhaneli Çayı) à 18 km au nord du barrage.

## Sources
- (en) « Çavdarhisar Dam », sur Agence gouvernementale turque des travaux hydrauliques (DSİ)